# Jackie Lou Blanco
Jackie Lou Blanco (* 11. Februar 1964 als Jacqueline Lourdes Blanco  in Manila) ist eine philippinische Schauspielerin.
1979 gewann sie den Schönheitswettbewerb  Miss La Salle. Sie wurde für einige Jahre von  Regal Films unter Vertrag genommen. Sie moderierte ab 1997 die auf ABC 5 (heute TV5) laufende Fernsehsendung  Baby's World.
2002 gewann sie den Wettbewerb Slimmers World Great Bodies Competition. Seit 2017 spielt sie die böse Gegenspielerin der Titelheldin, Greta Segovia, in der philippinischen Fernsehserie Super Ma'am (ursprünglich: The Good Teacher) des asiatischen Streaming-TV-Anbieter HOOQ.

## Familie
Sie ist die Tochter der Sängerin und Schauspielerin Pilita Corrales. Als Kind wurde sie von ihrem Vater entführt. Sie ist die Halbschwester des Schauspielers Ramon Christopher Gutierrez („Monching“ Gutierrez). Sie hat mit dem philippinischen Schauspieler und Regisseur Ricky Davao drei gemeinsame Kinder, einen Sohn und zwei Töchter.

## Filmografie (Auswahl)
- 1982: My Only Love
- 1983: Friends in Love
- 1983: Palabra de Honor
- 1985: I Can't Stop Loving You
- 1986: I Love You Mama, I Love You Papa
- 1986: Bukas ng Sabado Agi Buka Sa Sabitan
- 1986: Lumuhod Ka Sa Lupa
- 1987: Kung Aagawin Mo Man Ang Lahat Sa Akin
- 1988: Misis Mo, Misis Ko
- 1988: Isusumbong Kita Sa Diyos
- 1989: Si Aida, Si Lorna, o Si Fe
- 1991: Moro
- 1991: Onyong Majikero
- 1991: Hihintayin Kita Sa Langit
- 1992: Tatak ng Cebu II: Emong Verdadero (Bala ng Ganti)
- 1994: Sailor's Disaster
- 1996: Kay Pait ng Bukas
- 1996: Hanggat May Hininga
- 1996: Magic Temple

## Fernsehen (Auswahl)
- 1997 Baby's World
- 2017 Super Ma'am (ursprünglich: The Good Teacher)